# Palmiste africain
Gypohierax angolensis · Palmiste d'Angola, Vautour palmiste, Vautour-aigle d'Angola
Genre
Espèce
Statut de conservation UICN

 LC  : Préoccupation mineure
Statut CITES
Le Palmiste africain (Gypohierax angolensis), également appelé Palmiste d'Angola, Vautour palmiste ou Vautour-aigle d'Angola, est une espèce de rapaces de la famille des Accipitridés, le seul représentant du genre Gypohierax.

## Description
Le palmiste africain est un rapace de taille moyenne, de 65 cm de longueur, pour un poids allant de 1 361 à 1 712 g et une envergure de 135 à 155 cm.
Le bec est brun blanchâtre ou bleuâtre à la base. Une partie de la face est nue, et de couleur rosé ou orangé. Les pattes sont blanc jaunâtre sale. L’iris est brun jaune. Le plumage est blanc à l'exception des grandes couvertures des ailes et des plumes scapulaires qui sont noires. La queue est noire avec une large bande terminale blanche. Là où les adultes sont blancs, les jeunes ont plutôt du brun. Ces jeunes conservent leur plumage pendant trois ou quatre ans. 
En vol, cette espèce ressemble plus à un aigle qu'à un vautour typique, car il peut soutenir un vol battu, donc il ne dépend pas de courants ascendants.

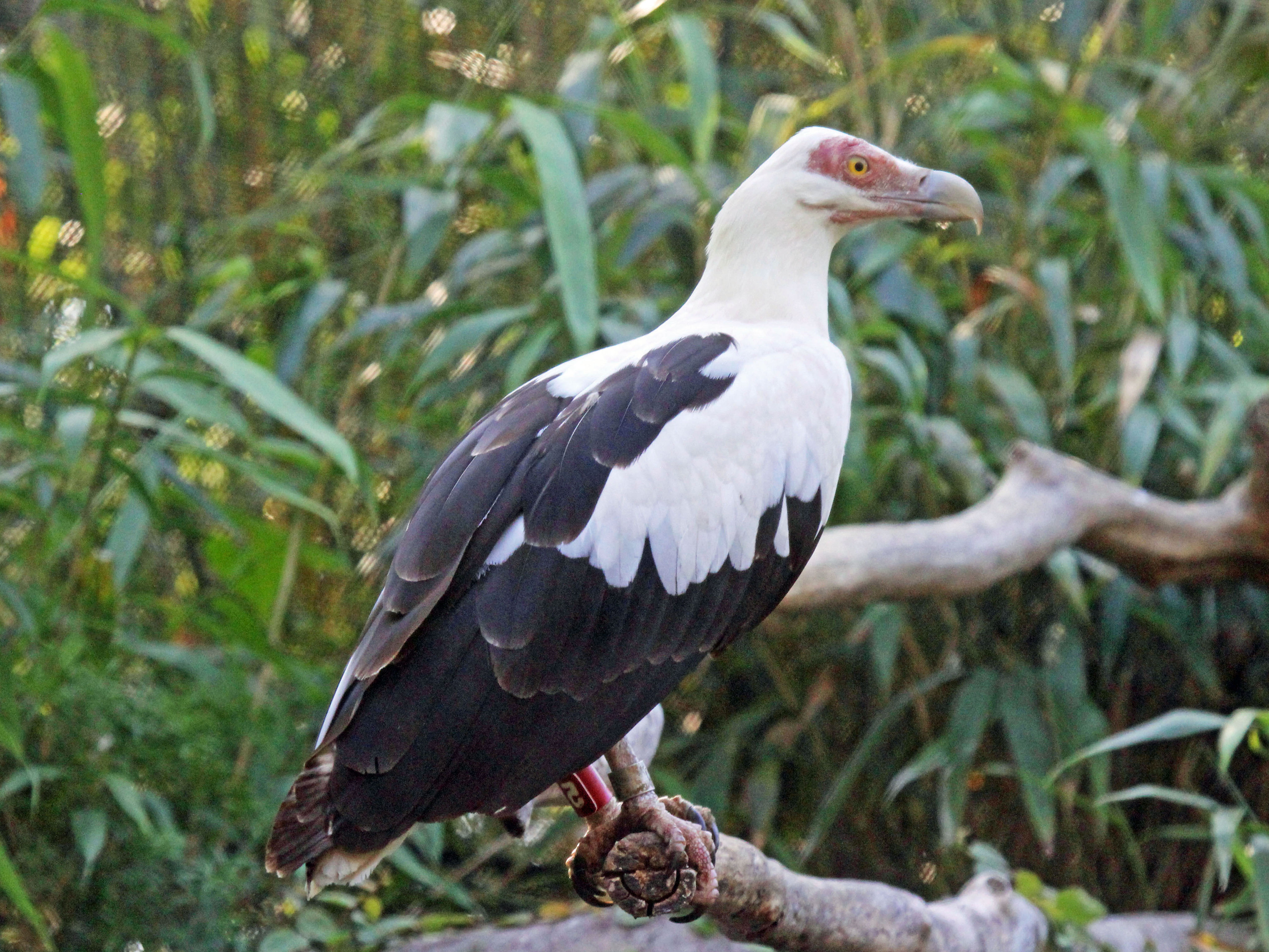
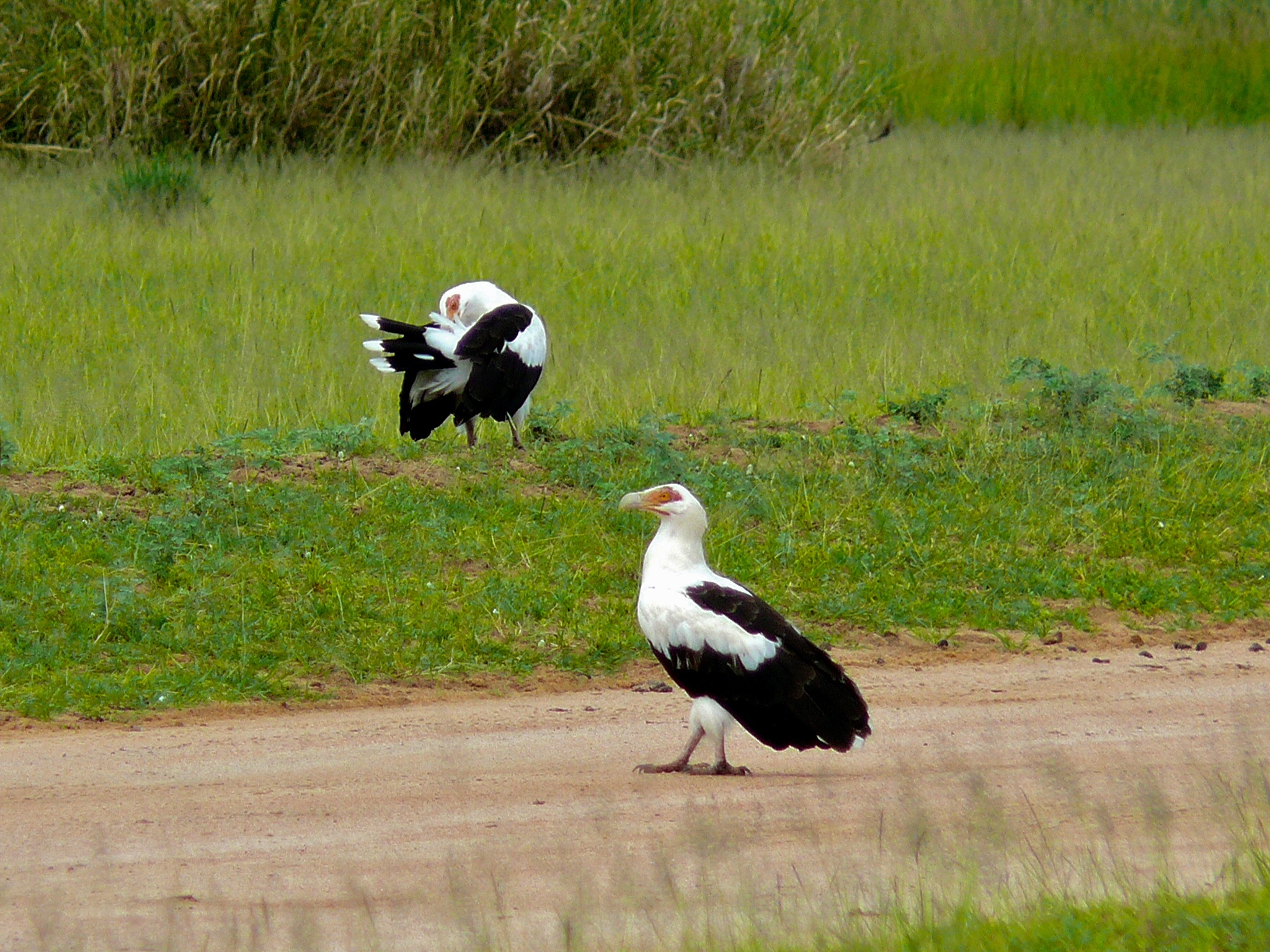
Parc national Murchison Falls, Ouganda
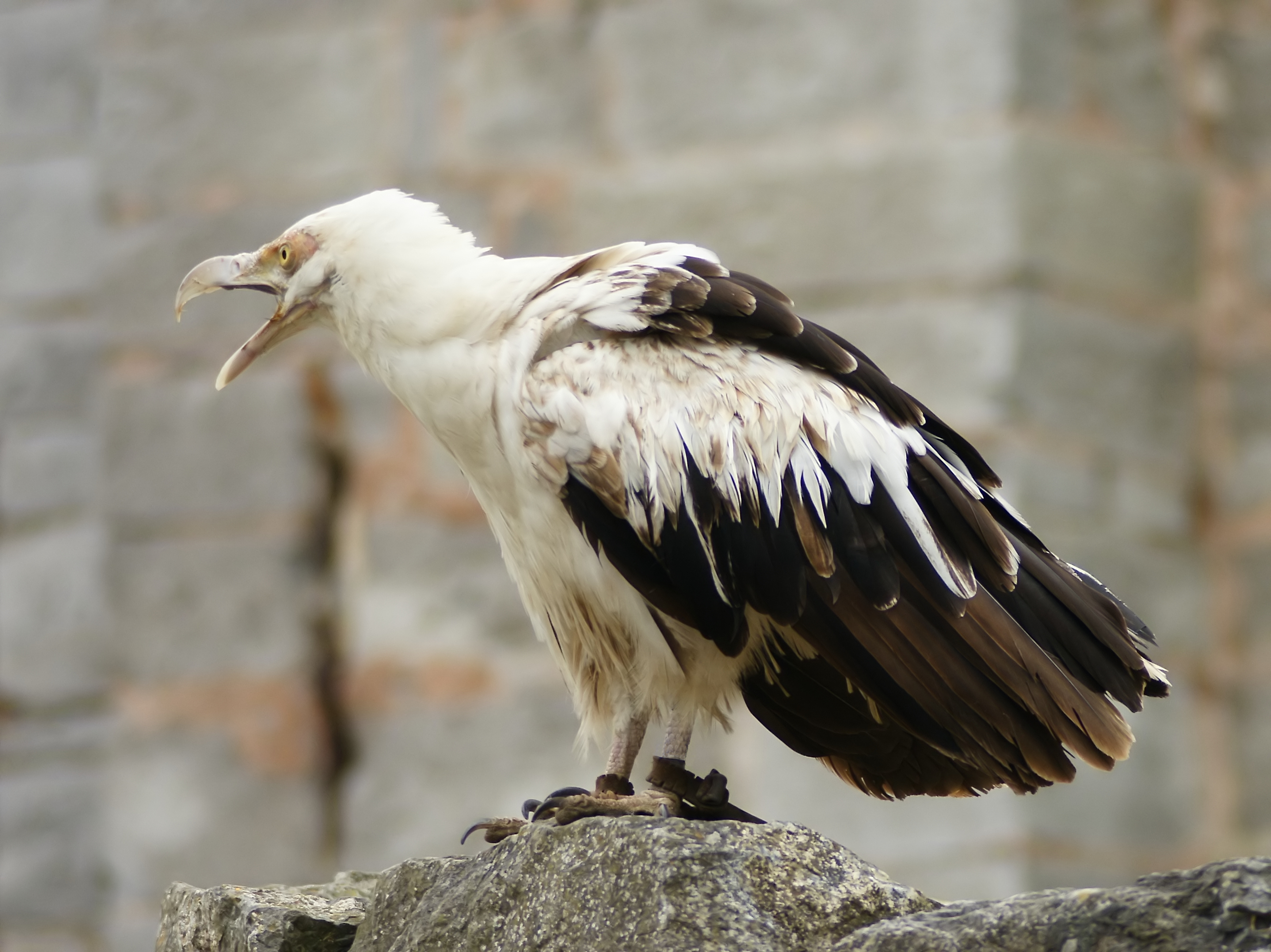

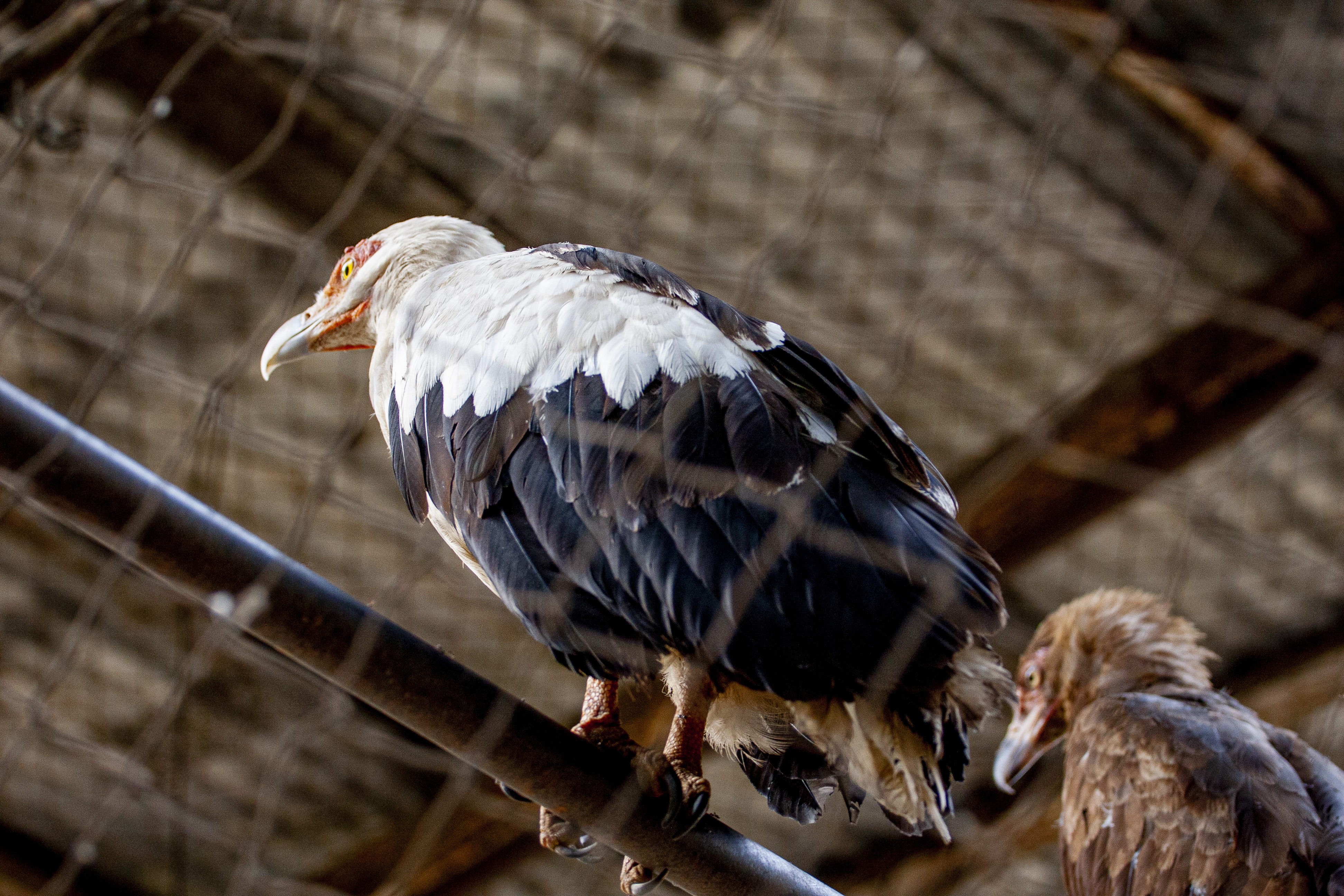
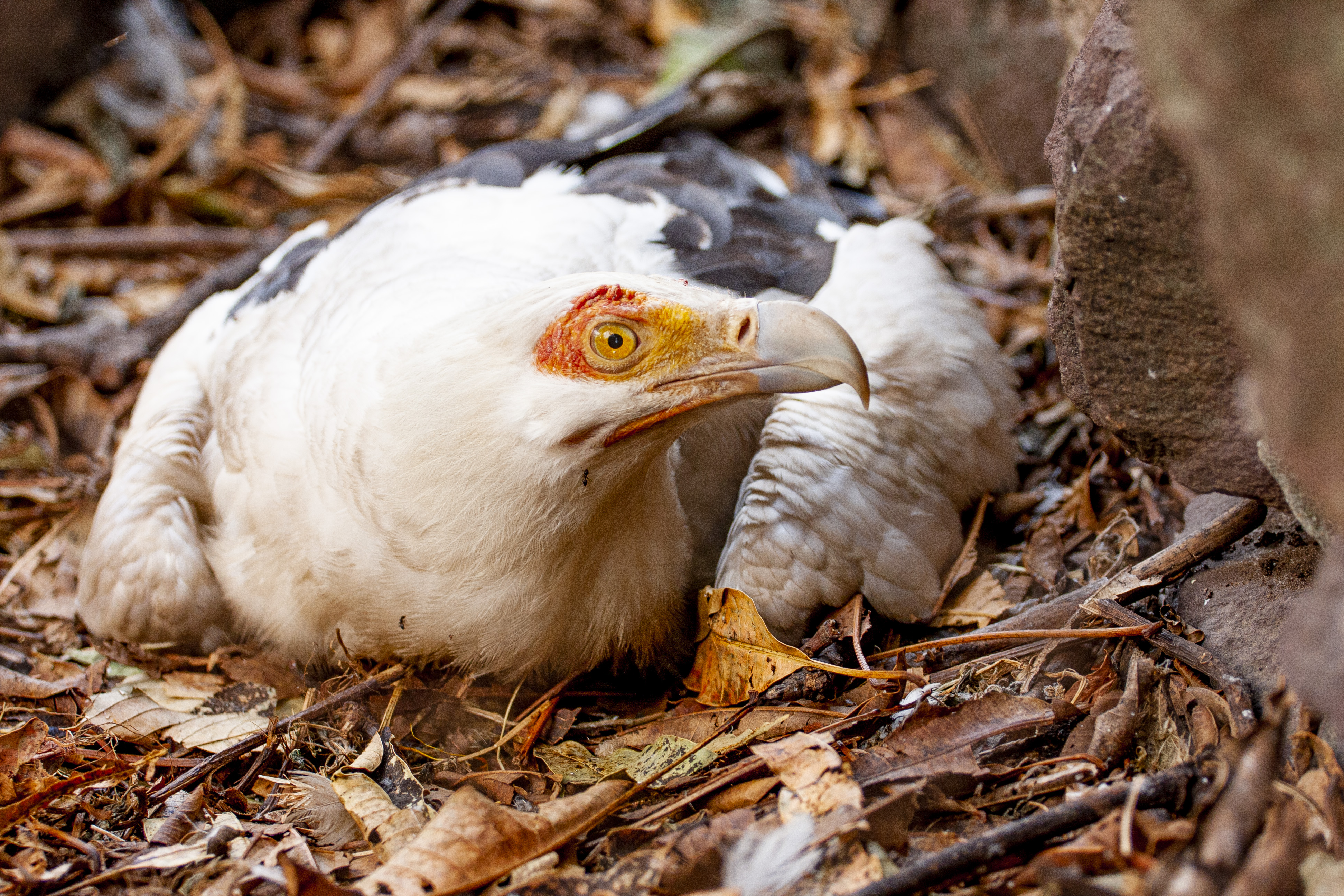
Jardin zoologique de Kinshasa en 2022
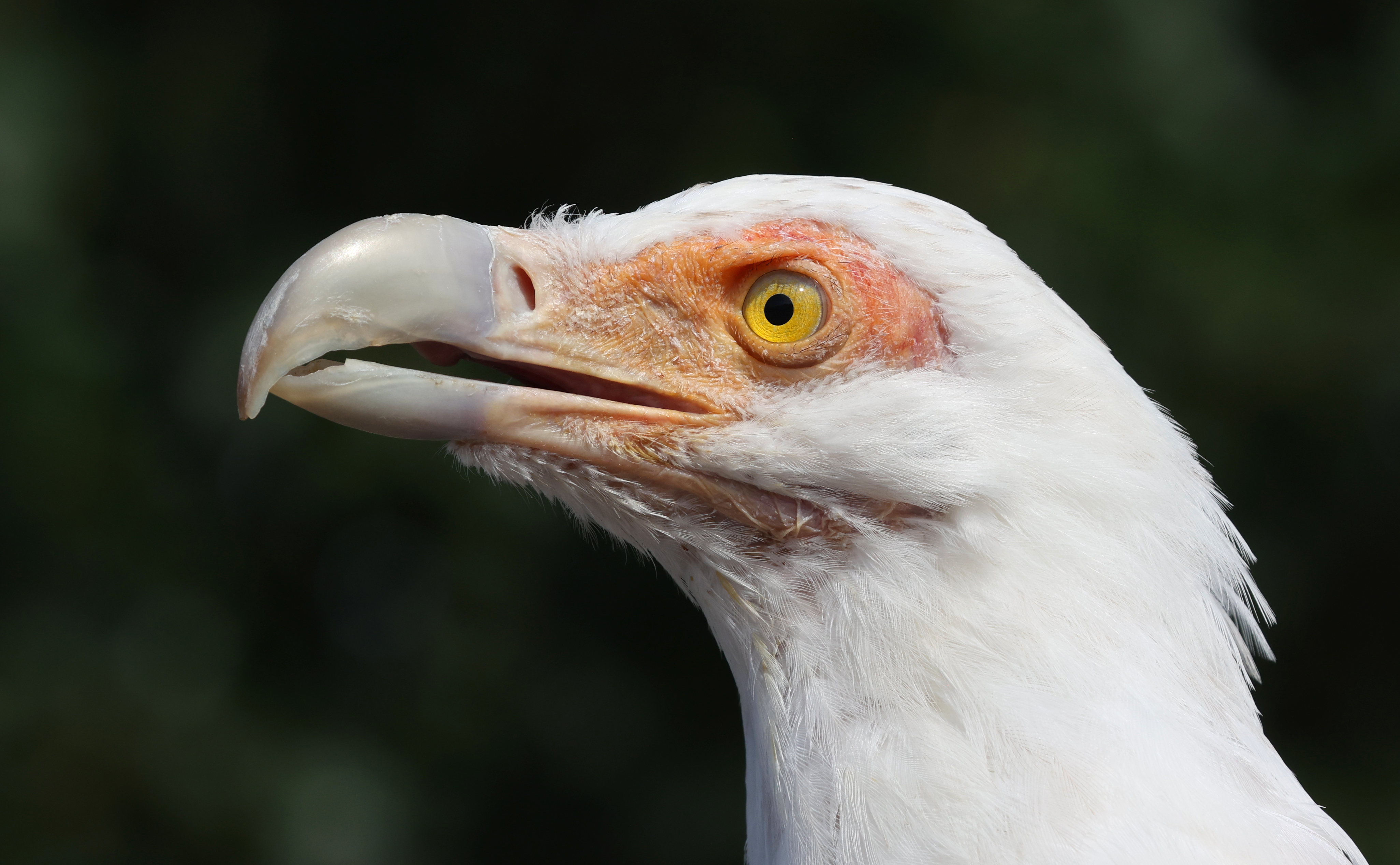
Portrait d'un palmiste africain présent au ZooParc de Beauval. Septembre 2021.

## Répartition et habitat
Il niche en forêt et en savane à travers l'Afrique subsaharienne, généralement près des points d'eau, son territoire coïncide avec celui du palmier à huile. Il est facile de les approcher, comme de nombreux vautours des pays africains, et on peut le voir à proximité des habitations, même sur les pelouses des grands hôtels dans les régions touristiques de pays comme la Gambie.

## Alimentation
Ce vautour tire son nom de sa principale nourriture qui, cas unique pour un oiseau de proie, n'est pas de la viande, mais le palmiste, la noix du palmier à huile. Il consomme également des charognes, des poissons, des petits vertébrés terrestres à l'occasion, comme la plupart des vautours. 

## Reproduction

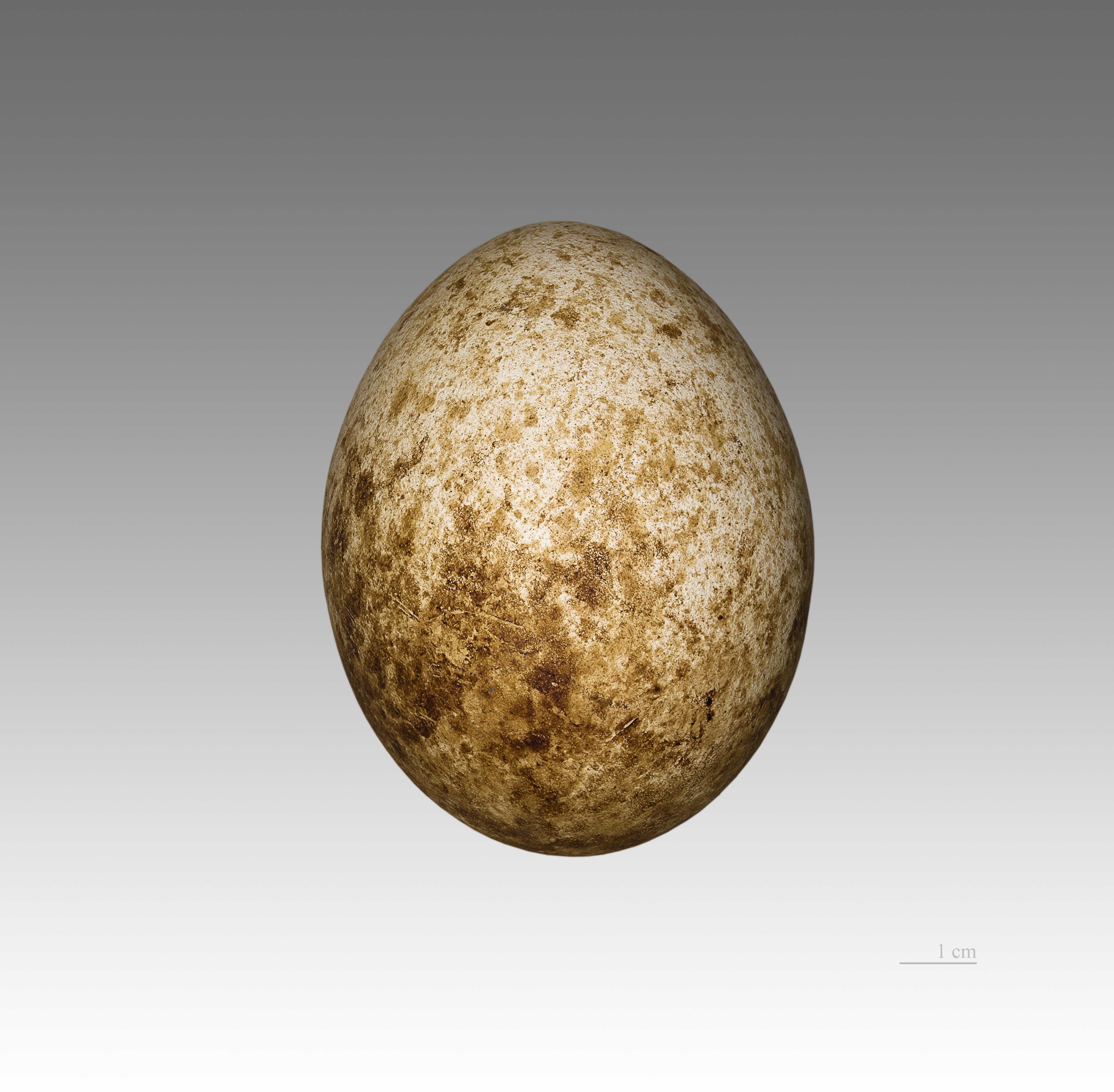
Gypohierax angolensis - Muséum de Toulouse

Ces oiseaux forment des colonies lâches. Un seul (ou 2) œuf est couvé dans un nid volumineux fait de branches dans un arbre pendant environ six semaines. Cet œuf est gros (+/- 7 sur 5,5 cm), blanc brillant et souvent taché de brun à l'une des extrémités.